# Centrumstad

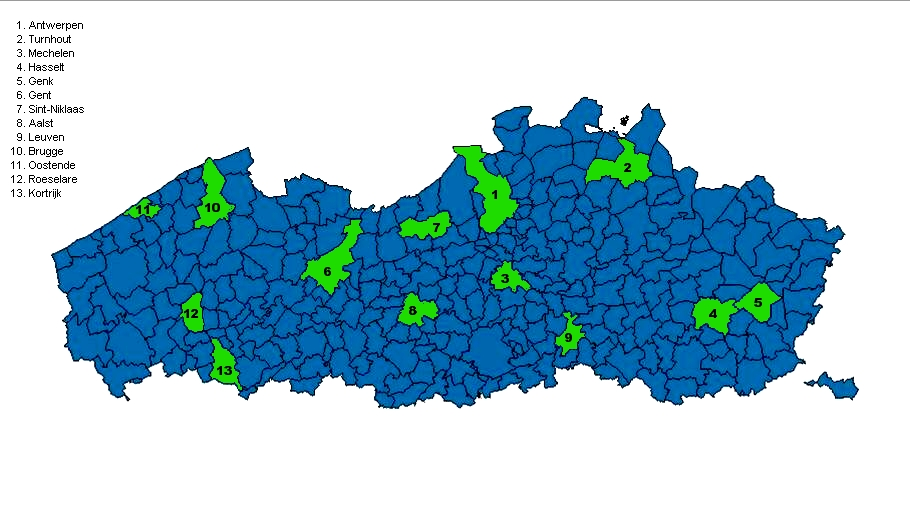
De 13 Vlaamse centrumsteden

Het begrip centrumstad wijst in het Ruimtelijk Structuurplan van de Vlaamse Overheid op steden met een relatief hoog aantal inwoners ten aanzien van hun omgeving, en die er een centrale functie op uitoefenen op het vlak van onder andere werkgelegenheid, zorg, onderwijs, cultuur en ontspanning.
In totaal kregen 13 steden deze erkenning, waarvan de grootste Antwerpen en Gent zijn.

## Oorsprong centrumsteden
De oorsprong van de selectie van 13 centrumsteden gaat terug op een wetenschappelijke studie in 1997 naar de hiërarchie van de stedelijke kernen in het Vlaams Gewest. Men onderzocht alle stedelijke woonkernen en deelde deze in in een hiërarchische structuur naargelang hun uitrustingsniveau. Op het eerste niveau onderscheidde men twee grote steden: Antwerpen en Gent. Op een tweede niveau vond men elf regionale steden.
Verder onderscheidde men nog een derde niveau van 'kleine steden'. Deze deelde men nog verder in met 21 goed uitgeruste kleine steden (waaronder Geel, Dendermonde, Lier, Ieper en Vilvoorde), 10 behoorlijk uitgeruste kleine steden (zoals Lommel, Veurne, Maaseik, Zottegem, Wetteren en Mortsel) en 13 slecht uitgeruste kleine steden (Brasschaat, Menen, Asse en Diksmuide).

### Selectie door de Vlaamse overheid
In het kader van haar stedenbeleid duidde de Vlaamse overheid dertien zogeheten 'centrumsteden' aan. Dit zijn de grote en regionale steden zoals in de bovenstaande studie voorkwamen: Aalst, Antwerpen, Brugge, Genk, Gent, Hasselt, Kortrijk, Leuven, Mechelen, Oostende, Roeselare, Sint-Niklaas en Turnhout. Antwerpen en Gent worden apart gecategoriseerd als "grootsteden". Het stedelijk gebied van Brussel is het grootste van België maar de centrumstad wordt gevormd door het Brussels Hoofdstedelijk Gewest, en valt daardoor buiten het Vlaamse grootstedenbeleid.
Soms ijveren inwoners of politici uit enkele andere steden ervoor om hun stad erkend te zien als centrumstad. Dit is vooral het geval in het West-Vlaamse Ieper en het Vlaams-Brabantse Vilvoorde. De studie uit 1997 waarop de Vlaamse overheid de selectie baseerde werd nadien niet meer vernieuwd. De vraag rijst echter ook of het (huidige) uitrustingsniveau van een gemeente de beste basis is voor een erkenning als centrumstad.
1.478.542 Vlamingen wonen in een van deze 13 steden. Dit is 24% van de totale autochtone bevolking en 38% van de totale inwoners van allochtone origine.

## Verschil met bevolkingsaantallen
De erkenning als centrumstad is niet gebaseerd op het aantal inwoners, maar eerder op het uitrustingsniveau. Zo heeft Beveren meer inwoners dan Turnhout, maar is van deze twee toch Turnhout de centrumstad, omdat Beveren tussen de grotere centrumsteden Sint-Niklaas en Antwerpen ligt en Turnhout een centrumfunctie heeft in de Kempen. De reden dat Turnhout als gemeente 'slechts' een 40 000 inwoners telt ligt eerder bij een mislukte fusie in 1977. Op een gelijkaardige manier heeft ook Kortrijk en in mindere mate Leuven een grotere invloed op het omliggende gebied dan hun inwonersaantallen doen vermoeden.

## Verschil met de stadsgewesten
In België wordt een stadsgewest gedefinieerd als 'de hele ruimtelijk vergrote structuur, waarbinnen de ‘uiteengelegde’ basisactiviteiten van de stedelijke gemeenschap, namelijk wonen, werken, opvoeden, winkelen, cultuurbeleving en ontspanning, in overwegende gelokaliseerd zijn'. Volgens de meeste recente cijfers telt Vlaanderen twaalf stadsgewesten: Antwerpen, Gent, Leuven, Brugge, Kortrijk, Mechelen, Hasselt, Oostende, Genk, Sint-Niklaas, Turnhout en Roeselare.
Aalst is door de Vlaamse Regering erkend als centrumstad, maar uit onderzoek bleek dat deze stad geen belangrijke stedelijke invloed uitoefent op zijn omgeving. Zo "ligt Aalst in de schaduw van Brussel, zonder zichtbare suburbanisatie". Aalst en Vilvoorde maken deel uit van het Brusselse stadsgewest, maar vormen er niet de centrale stad van. Ieper, dat net als Vilvoorde erkenning als centrumstad zoekt, heeft geen stadsgewest rond zich omdat het geen belangrijke stedelijke invloed uitoefent op de omgeving.

## Tabel
Een overzicht van de dertien centrumsteden:
| Stad         | Provincie       | Inwoners (IBZ statistieken en bevolking, 01/01/2022) |
| ------------ | --------------- | ---------------------------------------------------- |
| Aalst        | Oost-Vlaanderen | 88.760                                               |
| Antwerpen    | Antwerpen       | 528.903                                              |
| Brugge       | West-Vlaanderen | 118.478                                              |
| Genk         | Limburg         | 66.943                                               |
| Gent         | Oost-Vlaanderen | 264.677                                              |
| Hasselt      | Limburg         | 79.450                                               |
| Kortrijk     | West-Vlaanderen | 77.705                                               |
| Leuven       | Vlaams-Brabant  | 102.122                                              |
| Mechelen     | Antwerpen       | 86.917                                               |
| Oostende     | West-Vlaanderen | 71.489                                               |
| Roeselare    | West-Vlaanderen | 64.382                                               |
| Sint-Niklaas | Oost-Vlaanderen | 80.133                                               |
| Turnhout     | Antwerpen       | 46.280                                               |